# Zingiber integrum
Zingiber integrum är en enhjärtbladig växtart som beskrevs av Shao Quan Tong. Zingiber integrum ingår i släktet Zingiber och familjen Zingiberaceae. Inga underarter finns listade i Catalogue of Life.